# Игра ангела
Игра ангела (исп. «El juego del ángel») — роман современного испанского писателя Карлосa Руисa Сафонa.

## Сюжет
Действие происходит в Барселоне, в 20-х годах XX века. Главный герой — молодой писатель Давид Мартин, который печатает в газете «Голос индустрии» ежемесячные детективные романы. Свой первый большой литературный дебют, который состоялся по настоянию любимой девушки Давида, он проваливает. После этой неудачи Мартину делает заманчивое предложение издатель из Парижа Андреас Корелли. Он предлагает большие деньги и излечение от смертельной болезни в обмен на создание новой религии.
С этого момента начинается сложная и запутанная игра Ангела, где переплетаются история трагической любви, мистика и детективный сюжет. И в этой части книги автор ставит вопросы: « Что представляет собой наша религия?», «Во что мы верим на самом деле?». Сафон не дает ответов на эти вопросы, но заставляет задуматься над ними.

## История создания
Роман написан в 2008 году, и в этом же году опубликован в барселонском издательстве «Planeta».
В первую неделю продаж книгу «Игра ангела» в Испании купили 230 тыс. человек, что является рекордом для страны.
Книга переведена на несколько языков, среди которых русский.

## Интересные факты
Книга Сафона в некоторых моментах напоминает роман Михаила Булгакова «Мастер и Маргарита»: и Мастер, и Давид — писатели; оба автора пишут о религии; в некоторой степени похожими являются Воланд и Андреас Корелли; и Кристина, и Маргарита жертвуют собой ради любимого.